# Église Sainte-Claire de Lecce
Pour les articles homonymes, voir Église Sainte-Claire, Église Santa Chiara et Santa Chiara.
L'église Sainte-Claire est une église de la ville de Lecce dans la province des Pouilles en Italie. Elle est située dans le centre historique, piazza Vittorio Emanuele II.

## Histoire
La fondation de l'église par l'évêque Tommaso Ammirato remonte à 1429. Elle a ensuite été complètement restructurée par l'architecte Giuseppe Cino entre 1687 et 1691 dans le style dit baroque de Lecce.

## Description

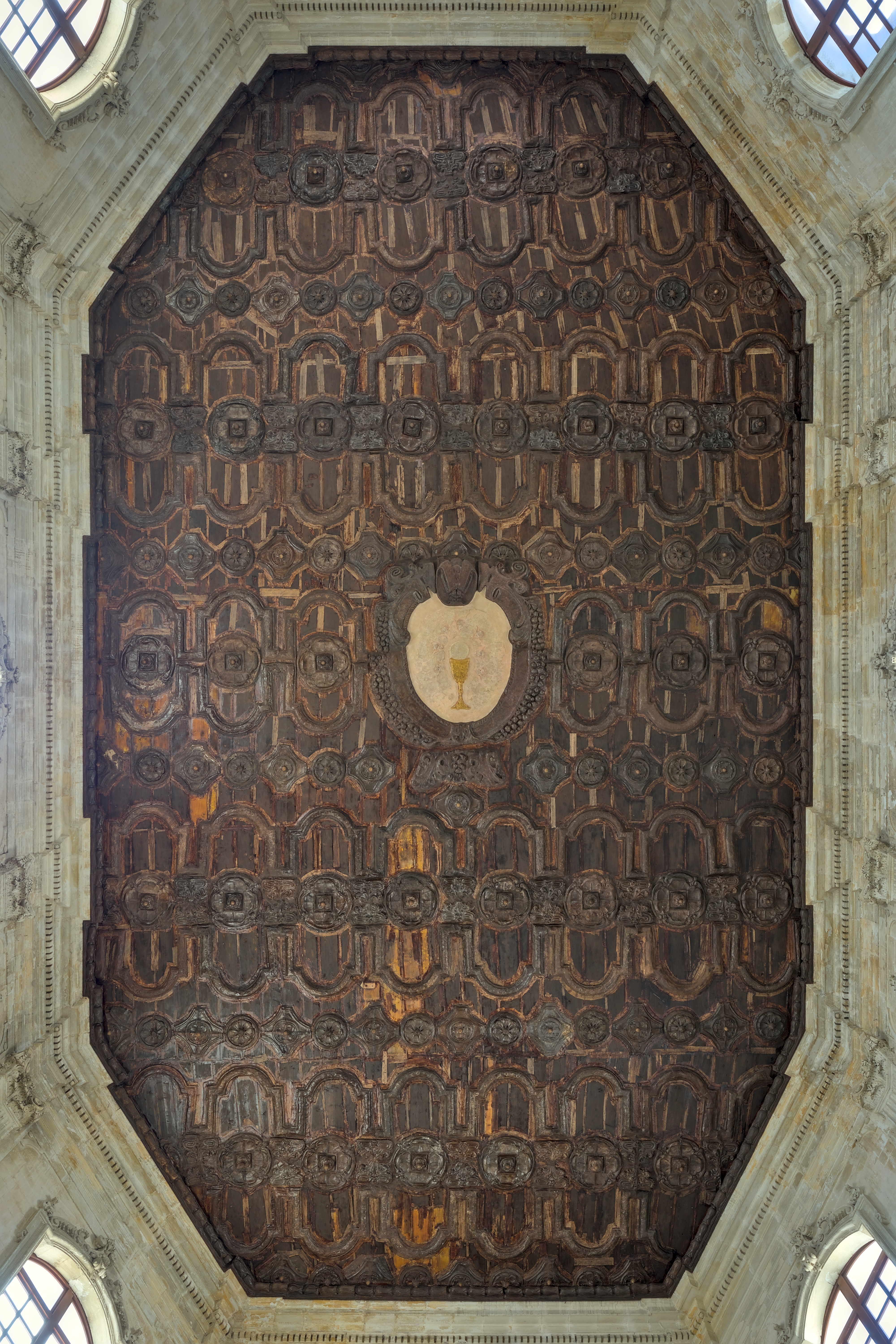
Plafond en papier mâché.

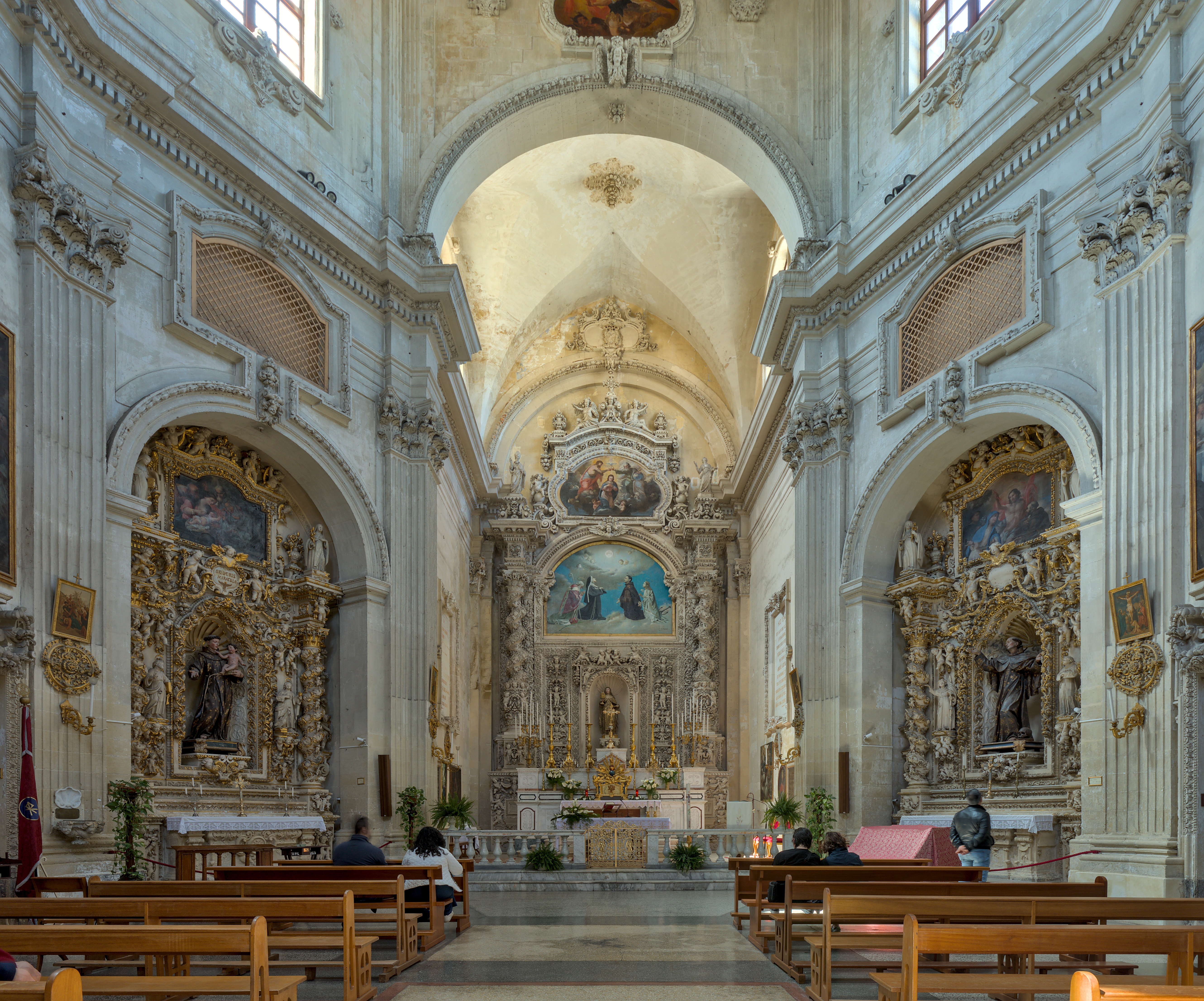
L'avant de la nef et le chœur.

La façade, de style baroque, est organisée en deux niveaux. Le niveau inférieur présente un portail décoré de motifs végétaux. Son tympan porte en son centre une niche ovale soutenue par des anges souriants, surmontée du blason de l'ordre des Clarisses. La façade est scandée par des colonnes cannelées qui encadrent des niches vides. La partie supérieure reprend le décor de colonnes cannelées encadrant des niches vides. Elle présente une large fenêtre en son centre surmontée de deux volutes latérales. Au centre du tympan, un angelot porte une tablette marquée de l'année de l'achèvement de la reconstruction de l'édifice, en 1691.
À l'intérieur, l'édifice présente un plan octogonal allongé, prolongé d'un chœur étroit, assez profond. Son plafond est entièrement habillé d'un décor réalisé en papier mâché, l'une des spécialités de Lecce.
Les côtés sont rythmés par des colonnes qui encadrent des chapelles peu profondes. Elles abritent des autels surmontés de retables baroques particulièrement travaillés. Richement ornés de colonnes torses portant des anges, des oiseaux, des volutes, des couronnes, ils accueillent des statues en bois de style napolitain de la fin du XVIIe siècle représentant saint François Xavier, saint François d'Assise, saint Pierre d'Alcántara, saint Gaétan de Thiene, saint Antoine de Padoue et l'Immaculée Conception. Entre les chapelles le décor est enrichi de peintures qui représentent l'Assomption de la Vierge, le Transit de Sainte Claire, le Christ Ressuscité, la Vierge et l'Enfant, Saint Ignace de Loyola.
Au niveau supérieur l'église est éclairée par sept larges fenêtres alternées de niches qui portent les statues de sainte Béatrice d'Assise, sainte Agnès d'Assise, sainte Aimée d'Assise et sainte Ortolana d'Assise.
Le chœur est caractérisé par un autel monumental, richement décoré, encadré de deux colonnes torses. La niche centrale abrite une statue de sainte Claire d'Assise.

## Source de la traduction
- (it) Cet article est partiellement ou en totalité issu de l’article de Wikipédia en italien intitulé « Chiesa di Santa Chiara (Lecce) » (voir la liste des auteurs).